# Peter Hammann
Peter Hammann (* 2. April 1938 in München; † 2005 in Bochum) war ein deutscher Wirtschaftswissenschaftler.

## Leben
Hammann wurde als Sohn eines Kaufmanns geboren. Nach einem Studium der Betriebswirtschaftslehre an der Ludwig-Maximilians-Universität München arbeitete er zunächst an der Technischen Universität Berlin. Mit Heribert Meffert war Hammann einer der ersten Lehrstuhlinhaber in Deutschland für den Forschungsbereich Marketing. 1972 verbrachte er als Visiting Fellow am MIT. 1973 nahm er einen Ruf der Ruhr-Universität Bochum an, wo er sich zusammen mit Werner Hans Engelhardt mit Marketing beschäftigte. 1989 nahm er den Ruf einer bayerischen Universität nicht an. Insgesamt arbeitete er 32 Jahre lang an der Ruhr-Universität Bochum. Er war Dekan der dortigen Wirtschaftsfakultät. Sein Hauptaugenmerk lag auf der Übertragung von Unternehmer-Theorien auf das Marketing sowie Marktforschung. Güter als Leistungsbündel zu interpretieren, die sowohl materielle als auch immaterielle Bestandteile aufweisen, war der Kern seines Ansatzes. Mit Bernd Erichson verfasste er das Buch Marktforschung, das inzwischen in der 5. Auflage erscheint. Daneben förderte er die interdisziplinäre Forschung. Bekannte ehemalige Mitarbeiter sind Michael Welling, jetzt Vorsitzender von Rot-Weiss Essen sowie Ralf Metzenthin, jetzt Professor an der FOM. Hammann war verheiratet und Vater von 3 Kindern.

## Schriften (Auswahl)
- mit Bernd Erichson: Marktforschung. 5. Auflage. Stuttgart 2006, ISBN 3-8252-0805-2.
- mit Carl Walter Meyer und Werner Kroeber-Riel: Neuere Ansätze der Marketingtheorie. 1974, ISBN 3-428-03137-7.
- Beschaffungsmarketing. Eine Einführung. ISBN 978-3-7910-9144-0.
- Choice of the Organization Structure: A Framework for Quantitative Analysis of Industrial Centralization/Decentralization Issues. Southport, ISBN 978-1-175-26999-7.